# Приселци
Приселци су насељено мјесто у саставу града Карловца у Карловачкој жупанији, Република Хрватска.

## Историја
До територијалне реорганизације у Хрватској налазио се у саставу бивше велике општине Карловац.

## Становништво
На попису становништва 2011. године, насеље је имало 96 становника.
| Демографија | Демографија | Демографија |
| Година      | Становника  | Становника  |
| ----------- | ----------- | ----------- |
| 1971.       | 240         |             |
| 1981.       | 162         |             |
| 1991.       | 136         |             |
| 2001.       | 101         |             |
| 2011.       |             | 96          |

## Попис1991.
На попису становништва 1991. године, насељено мјесто Приселци је имало 136 становника, следећег националног састава:
| Попис 1991.‍ | Попис 1991.‍ | Попис 1991.‍ | Попис 1991.‍ | Попис 1991.‍ |
| ----------- | ----------- | ----------- | ----------- | ----------- |
|             |             |             |             |             |
| Хрвати      | Хрвати      |             | 130         | 95,59%      |
| Срби        | Срби        |             | 2           | 1,47%       |
| непознато   | непознато   |             | 4           | 2,94%       |
| укупно: 136 |             |             |             |             |